# 鍋山隆弘
鍋山 隆弘（なべやま たかひろ、1969年（昭和44年）-）は、福岡県福岡市出身の剣道指導者である。現在は筑波大学大学院准教授、同学剣道部監督。

## 来歴
1969年（昭和44年）、福岡県福岡市に生まれる。今宿少年剣道部で竹刀を握る。1985年（昭和60年）、PL学園高等学校に入学。1988年（昭和63年）3月にPL学園高等学校を卒業、同年4月に筑波大学体育専門学群に入学。1992年（平成4年）3月、筑波大学体育専門学群を卒業、同年4月に同学大学院体育研究科コーチ学専攻へ進学。1996年（平成8年）3月、筑波大学大学院体育研究科コーチ学専攻を修了。同学学生部学生課文部技官を経て、2000年（平成12年）に同学体育科学系講師と使となる。また、2002年（平成14年）より剣道部男子監督を務める。2011年（平成23年）8月、筑波大学体育系准教授となり、現在に至る。

## 実績

### 高校時代
全国高等学校総合体育大会（インターハイ）
個人
優勝：1987年
団体
優勝：1987年
準優勝：1986年
玉竜旗高校剣道大会
優勝：1986年
準優勝：1987年

### 大学時代
全日本学生剣道優勝大会
全日本学生剣道選手権大会

### 大学卒業後
全日本剣道選手権大会
敢闘賞（ベスト８）：
世界剣道選手権大会

## 人物
PL学園高等学校時代の同期には、後にプロ野球選手となる片岡篤史、立浪和義、野村弘樹、橋本清、桑田泉らが、2学年上に桑田真澄と清原和博がいた。